# WLE VL 0631–0633
Die WLE VL 0631–0633 waren die Diesellokomotiv-Bauart KHD DG 1600 BBM des Herstellers Klöckner-Humboldt-Deutz (KHD) aus dem Typenprogramm von 1954. Von dieser Baureihe gab es nur drei Stück.
Die Lokomotiven gehörten zu einer Typenreihe mit unterschiedlicher Motorisierung und verschiedenen Achsfolgen, zwei Maschinen waren 2011 noch vorhanden.

## Geschichte
Die Lokomotiven entstanden als Folge der Verdieselung des Rangier- und leichten Streckendienstes durch die Stangenlokomotiven vornehmlich von MaK in den 1950er Jahren. Um die Leistung einer Lokomotive zu vergrößern waren zwei Motoren erforderlich, weil stärkere Motoren noch nicht verfügbar waren. Da eine Lokomotive mit Drehgestellen bessere Laufeigenschaften hat, entstanden bei KHD 1957 drei Lokomotiven mit zwei Motoren, die jeweils auf ein Drehgestell wirkten.
Zwei Lokomotiven wurden an die Westfälische Landes-Eisenbahn verkauft und sollten dort schwere Güterzüge über den Haarstrang ziehen. Lediglich auf dem steilsten Abschnitt war noch eine Schiebelokomotive vorgesehen. Für diesen Einsatz bewährten sich die Lokomotiven hervorragend, bei einer Steigung von 20 ‰ konnte eine Lokomotive eine Last von 600 t schleppen. Daraufhin wurde die dritte Lokomotive der Baureihe, die zwischenzeitlich an die Osthannoverschen Eisenbahnen vermietet war, von der WLE übernommen. Die Lokomotiven wurden als WLE VL 0631–0633 bezeichnet.
Die Lokomotiven waren bis weit in die 1980er Jahre im Einsatz. Vorrangig wurden sie im schweren Güterzugdienst verwendet, aber auch im Personenzugdienst waren sie zu sehen. Die Lokomotiven VL 0632 und VL 0633 wurden 1988 an eine Bauzugfirma in Italien verkauft und waren 2013 noch vorhanden. Die VL 0631 wurde 1996 abgestellt. Ein Umbau in eine zweimotorige Lokomotive mit dreiachsigen Drehgestellen wie die KHD DG 1600 CCM war angedacht, wurde jedoch nicht verwirklicht. Die Reste der Lok wurden 1996 in Lippstadt verschrottet.

## Technische Beschreibung
Die Lokomotiven entstanden nach der KHD DG 2000 BBM von 1956 und waren seinerzeit die größten Vorbautenlokomotiven mit Mittelführerstand in Deutschland. In den beiden Vorbauten war je eine Maschinenanlage untergebracht, die das jeweilige Drehgestell antrieben. Je nach Bedarf konnte mit zwei oder mit einem Motor gefahren werden.
Sie waren mit zwei Zwölfzylinder-Zweitakt-Dieselmotoren ausgerüstet, die ihre Leistung an ein Strömungsgetriebe von Voith abgaben. Der Dieselmotor war im Vorbau vorne angeordnet, das Strömungsgetriebe war in der Nähe des Führerhauses untergebracht. Von dort erfolgte die Kraftübertragung zur  Drehgestellmitte. Über ein Zwischengetriebe wurden die beiden Radsätze über Gelenkwellen angetrieben.
Von der VL 0631 ist bekannt, dass sie 1986 in eine einmotorige Lokomotive umgebaut wurde. Sie erhielt als Ersatz einen Sechszehnzylinder-Viertakt-Dieselmotor mit einer Leistung von 1100 PS. Anstelle des einen ausgebauten Motors wurden Ballastgewichte eingesetzt, um eine gleichmäßige Gewichtsverteilung zu erreichen. Der Motor war im Gegensatz zum Originalmotor ein Schnellläufer. Sie wurde 2003 abgestellt.